# Marlierea ferruginea
Marlierea ferruginea är en myrtenväxtart som först beskrevs av Jean Louis Marie Poiret, och fick sitt nu gällande namn av Mcvaugh. Marlierea ferruginea ingår i släktet Marlierea och familjen myrtenväxter. Inga underarter finns listade i Catalogue of Life.